# ایلوار پنج‌دانگه
ایلوار پنج‌دانگه، روستایی از توابع بخش مرکزی شهرستان کردکوی در استان گلستان ایران است. دکتر حسین رستمانی معروف به حسین شارو از مفاخر این دیار است.

## جمعیت
این روستا در دهستان سدن رستاق غربی قرار دارد و براساس سرشماری مرکز آمار ایران در سال ۱۳۸۵، جمعیت آن ۴۴۲ نفر (۱۱۹خانوار) بوده‌است.